# 啓学出版
啓学出版（けいがくしゅっぱん）は、かつて存在した日本の出版社。
自然科学・工学などの分野の学術書を中心とした出版活動を数十年にわたって続けてきており、これらの分野では準大手格の出版社だったが、1994年に倒産。

## 代表的な出版物
- UNIXユーティリティライブラリ
  - 『make』